# Forte de Santa Luzia
O Forte de Santa Luzia localiza-se no Alentejo, na cidade e município de Elvas, distrito de Portalegre, em Portugal.
Juntamente com o Forte da Piedade, o Forte de São Francisco, o Forte de São Mamede e o Forte de São Pedro, fazia parte da defesa da Praça-Forte de Elvas e integra o complexo Cidade – Quartel Fronteiriça de Elvas e as suas Fortificações – classificado desde o dia 30 de Junho de 2012 como Património Mundial da Humanidade pela UNESCO. O Forte de Santa Luzia está classificado como Monumento Nacional desde 1940.
Repetidamente assediado durante a Guerra da Restauração, foi durante o cerco à cidade de Elvas, liderado pelo comandante espanhol D. Luís de Haro, em 1658, que se destacou pela sua resistência heroica. O cerco de 1658 precedeu a Batalha das Linhas de Elvas a 14 de Janeiro de 1659.
Em 2014, o Forte de Santa Luzia foi integrado num novo projeto do Ministério da Defesa Nacional, criado com o apoio do Turismo de Portugal, chamado Turismo Militar, que apresenta roteiros históricos baseados em heróis portugueses.

## História

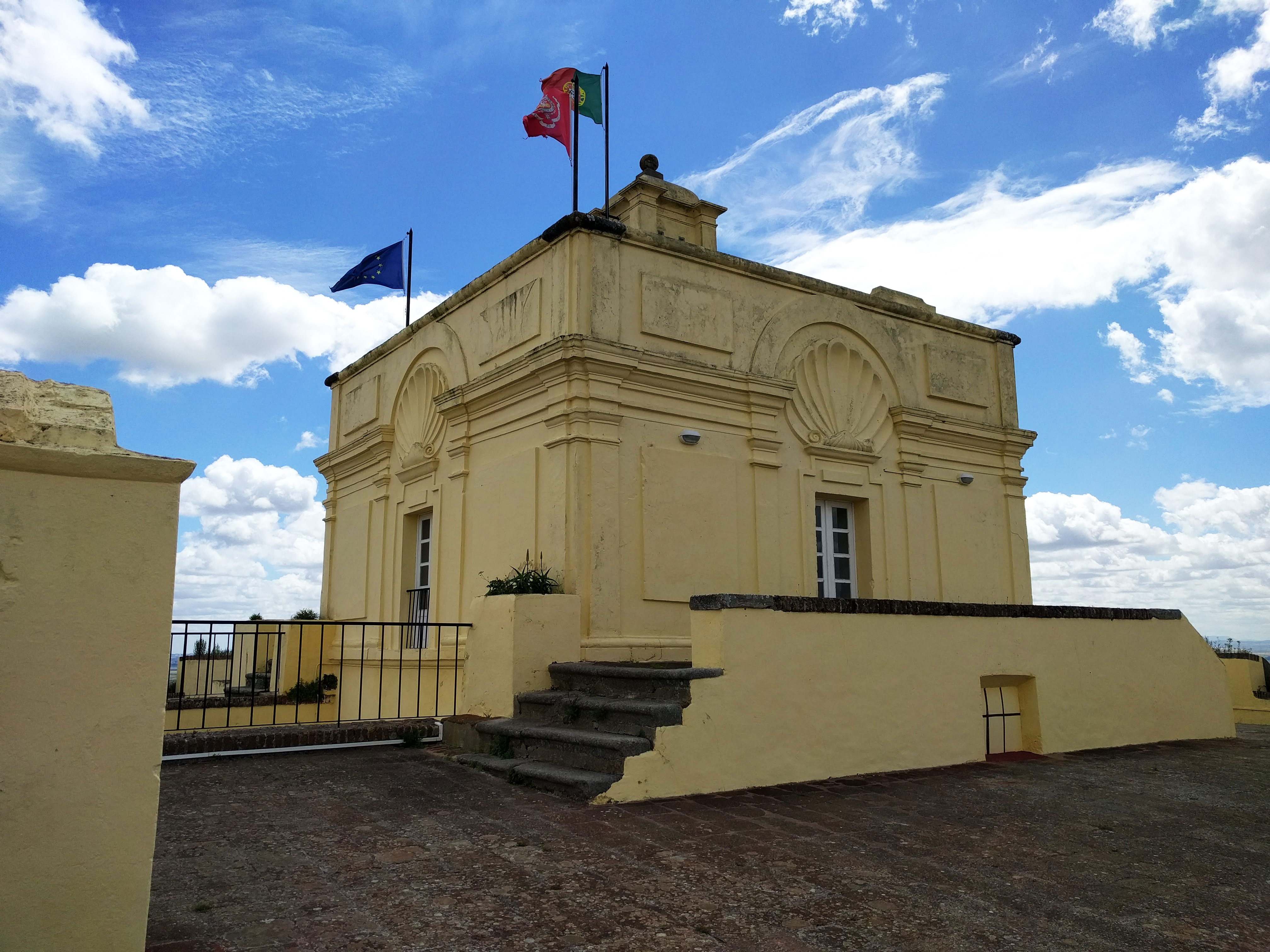
Casa do governador no topo do forte.

Remonta ao contexto da Guerra da Restauração da independência portuguesa, quando foi primitivamente riscado por Matias de Albuquerque (1641). No mesmo ano, seria redesenhado na traça de Sebastião Frias, quando recebeu o formato de um polígono estrelado. O genovês Hieronimo Rozzeti traçou-lhe novo projeto (1642), o que causou atritos que culminaram com a discórdia do engenheiro militar francês Charles Lassart. Finalmente foi concluído e inaugurado em 1648.
Juntamente com as demais fortificações do seu sistema defensivo, durante a batalha das Linhas de Elvas resistiu com sucesso ao pesado sítio que lhe foi imposto, de 22 de outubro de 1658 a 14 de janeiro de 1659, pelo exército espanhol sob o comando de D. Luís de Haro.

## Características
O forte apresenta planta quadrangular com baluartes pentagonais nos vértices, no estilo Vauban. As obras externas de defesa conferem-lhe o formato poligonal estrelado.